# Varo
São Varo (em grego: Οὔαρος Oúaros) foi um soldado-mártir cristão.
De acordo com sua hagiografia, Varo era um soldado estacionado no Alto Egito que cuidava de sete monges sendo preparados para a execução durante a Grande Perseguição. Varo se converteu ao cristianismo na prisão, e, sendo inquirido sobre a presença de um dos monges que morrera na prisão, tomou seu lugar como o sétimo, pelo que foi enforcado em uma árvore com eles.
Seu corpo foi tomado pela recentemente enviuvada cristã Cleópatra e enterrado em sua casa, depois sendo levado para o vilarejo natal da mesma em Edras, onde foi enterrado junto de seus familiares pagãos. Após a morte de seu filho, a piedosa viúva viu o mártir em um sonho, que disse tê-lo salvo, além de pedido em orações o perdão dos pecados daqueles que estavam sepultados consigo, motivo pelo qual São Varo é frequentemente invocado na Igreja Ortodoxa como um intercessor para os defuntos que morreram fora da fé, sendo-lhe endereçado um cânone para a salvação destes. Cleópatra, seu filho João, Varo e os sete monges com ele executado são comemorados juntos em 19 de outubro, a vida dos três sendo recontada no referido dia no Prólogo de Ohrid. Há uma capela em homenagem a São Varo na Catedral do Arcanjo São Miguel, em Moscou.